# Андромеда (Корнель)
«Андромеда» (фр. Andromède) — трагедия французского драматурга Пьера Корнеля, написанная в 1648 году, впервые поставленная на сцене в 1650 и опубликованная в 1651. Её относят к «трагедиям с машинами», соответствовавшим эстетике придворного барокко: весь эффект пьесы связан с использованием ложных декораций.
Сюжет трагедии основан на эпизоде из греческой мифологии. Её главная героиня — эфиопская царевна Андромеда, которую Персей спас от морского чудовища и сделал своей женой.